# Instituto Catalán de la Viña y el Vino
El Instituto Catalán de la Viña y el Vino (acrónimo: INCAVI ) fue creado en 1980 como órgano de dirección de las estaciones enológicas de Villafranca del Panadés y Reus, cuya competencia sobre las que había sido transferida a la Generalidad de Cataluña. Desde junio de 2021 la dirección viene de la mano de Alba Balcells,  en sustitución de su predecesor, Jordi Bort. 
Desde entonces el INCAVI ha sido el punto de referencia para el apoyo a los vinicultores y elaboradores en pro de la mejora continua de la calidad de los vinos del Principado de Cataluña, y en la labor de investigación y desarrollo de nuevas tecnologías que llevaran el sector vitivinícola catalán a ocupar un lugar destacado entre los productores de vinos de alta calidad.
El INCAVI es también motor para la promoción de los vinos de Cataluña, tanto entre los consumidores catalanes como en los mercados extranjeros. La difusión de la cultura del vino, su forma de vivir mediterránea, y de un buen conocimiento de los vinos catalanes siguen siendo una de las tareas primordiales y principales de este instituto.
En este sentido, el INCAVI organiza dos manifestaciones anuales de promoción dirigidas al consumidor catalán: la Muestra de Vinos y Cavas de Cataluña (un encuentro anual entre elaboradores y consumidores que se celebra en Barcelona en torno a las fiestas de la Mercè) y la Fiesta del Vino Novell, que se celebra el 11 de noviembre (diada de Sant Martí).